# Roberto III di Loritello
Roberto III di Loritello o Roberto II di Bassavilla (anche Basunvilla o Bassonville) (... – 15 settembre 1182) è stato un conte normanno, signore di Conversano dal 1138  e di  Loritello (attuale Rotello in Molise) dal 1154.

## Biografia
Roberto aveva ereditato la contea di Conversano alla morte del padre, Roberto I di Bassavilla, che a sua volta aveva ricevuto nel 1134 il possedimento dal re Ruggero II, suo cognato, avendone Roberto I sposato la sorella Giuditta. In seguito, Roberto sposò Adelisia, figlia di Ruggero II ed Elvira di Castiglia. Nel 1140, in qualità di conte di Conversano, prese parte alle Assise di Ariano presiedute dallo stesso re Ruggero II.
Nel 1154 Roberto II Bassavilla ricevette anche la Contea di Loritello dallo stesso re Ruggero che, sul letto di morte, chiese a suo figlio Guglielmo I di nominare Roberto Conte di Loritello, una posizione che godeva di ampia autonomia. In precedenza re Ruggero II aveva confiscato la Contea di Loritello a Guglielmo di Loritello, che lo aveva tradito nonostante fosse membro della sua stessa famiglia, gli Altavilla.

### La rivolta del 1155-1158
Presto Roberto entrò in conflitto con suo cugino il re Guglielmo, che aveva nominato emiro degli emiri il tirannico Maione di Bari, arrivato ad accampare pretese al trono in base ad un falso testamento di Ruggero II. Condusse la rivolta del 1155-1156, insieme ad altri baroni pugliesi e ai generali bizantini Michele Paleologo e Giovanni Ducas, sconfisse le truppe rimaste fedeli al re Guglielmo I e conquistò molte città, comprese Bari e Andria.
L'anno successivo l'alleanza con i bizantini si incrinò, anche a causa della morte, a Bari, del generale bizantino Michele Paleologo, e i ribelli furono sconfitti dall'esercito condotto dal re Guglielmo in persona. Il 28 maggio 1156 Bari fu espugnata e rasa al suolo (si salvò solo la Basilica di San Nicola), Giovanni Ducas fu fatto prigioniero e successivamente rimandato in patria, mentre Roberto II di Capua fu catturato, portato in catene a Palermo ed accecato. Con il trattato di Benevento del 1156 papa Adriano IV garantì a Roberto il diritto di lasciare il regno pacificamente, ma egli continuò invece le sue manovre nel territorio della diocesi di Penne.
Nel 1157, appoggiato nei suoi sforzi di ribellione da un nuovo emissario bizantino Alessio Axuch, figlio di Giovanni Axuch il consigliere capo di Manuele I, Roberto arrivò a saccheggiare la Sicilia. In seguito Roberto subì una serie di sconfitte da un esercito comandato dal fratello di Maione, Stefano, ma sebbene il suo connestabile Riccardo di Mandra ed il vescovo di Chieti fossero stati catturati, Roberto sfuggì all'esercito reale e continuò a sfidare l'autorità de re Guglielmo I.
La situazione mutò all'inizio della primavera del 1158, l'impero bizantino concluse una pace segreta con il Regno di Sicilia ed i baroni normanni ribelli, che di punto in bianco si trovavano senza più finanziamenti da parte dell'Impero bizantino, si videro costretti ad abbandonare le conquiste fatte e a cercare un signore più affidabile. Roberto fuggì presso la corte imperiale di Federico Barbarossa, in Lombardia.

### La rivolta del 1160-1161
Quando scoppiò una nuova rivolta capeggiata da Matteo Bonello, che aveva ucciso l'odiato Maione di Bari, Roberto tornò a Loritello e, radunati i nobili ribelli nel 1161, riprese la lotta conquistando vasti territori nel sud. Guglielmo rispose scacciandolo da Taranto e radendo quasi al suolo Salerno. Nel 1163, Roberto fu costretto a rifugiarsi di nuovo dal Barbarossa dove rimase alcuni anni.
Nel 1167, era con l'esercito di Rainaldo di Dassel alla Battaglia di Prata Porci il 29 maggio, quando un grande esercito pontificio e civile di Roma fu sconfitto.

### Reintegro nei titoli e nei domini
Nel  1169, qualche anno dopo la morte del re Guglielmo I, la vedova di quest'ultimo Margherita di Navarra e di Sicilia, reggente per Guglielmo II, ed il suo gabinetto di consiglieri restituirono a Roberto le contee di Conversano e Loritello.
Da allora si dedicò all'amministrazione dei suoi possedimenti ed ebbe importanti incarichi presso il papa Alessandro III, si fregiò anche del titolo di conte palatino, forse ricevuto dall'imperatore.
Morì nel 1182 e fu sepolto a Ruvo di Puglia nella chiesa della santissima Trinità; tuttavia le sue spoglie furono trasferite nella concattedrale ruvestina, commissionata dallo stesso.